# Конверсионная терапия
Конверсио́нная терапи́я — совокупность непризнанных в научном сообществе методик, направленных на изменение сексуальной ориентации человека с гомосексуальной и бисексуальной на гетеросексуальную.
Большинство учёных считают конверсионную терапию основанной на устаревших представлениях о гомосексуальности как о болезни. Многие исследования указывают, что попытки изменить сексуальную ориентацию или гендерную идентичность человека содержат в себе потенциальную опасность для психики. Большинство медицинских и психиатрических организаций, выразивших мнение об этой терапии, осуждает её применение.
Сторонники конверсионной терапии утверждают, что сексуальная ориентация и гендерная идентичность человека поддаются изменению, а также считают гомосексуальность психическим расстройством, которое можно и нужно исправить. Конверсионную терапию поддерживали такие организации, как NARTH и другие.

## Терминология
Термин «репаративная терапия» был введён Джозефом Николоси в 1991 году для описания концепции, находившейся под влиянием психоаналитических и духовных идей, о гомосексуальности и возможности её «исправления». Этот термин стал использоваться для описания попыток изменения гомосексуальной ориентации наряду с распространённым термином «конверсионная терапия». Понятие «конверсионной терапии» часто используется в литературе для обозначения любых попыток «лечения» гомосексуальности. Американская психиатрическая ассоциация определяет конверсионную терапию как «психиатрическое лечение… которое основано на предположении, что гомосексуальность сама по себе является психическим расстройством или основана на априорном предположении, что пациент должен изменить его/ее гомосексуальную ориентацию». Американская психологическая ассоциация обозначила конверсионную терапию как терапию, направленную на изменение сексуальной ориентации. Обе организации таким же образом использовали также термин «репаративная терапия». Профессора психологии Джеральд Кучер и Патрисия Кейт-Шпигель приводят совместно с наименованиями «конверсионной терапии» и «репаративной терапии» также «терапию устранения однополых влечений», утверждая, что существуют разнообразные модальности лечения, описанные этими названиями.
Профессор права Кэндзи Ёсино в изложении об истории конверсионной терапии указывает на возможность использования термина «конверсионная терапия» в широком смысле для описания медицинских попыток «лечения» гомосексуальности, причём даже не только психиатрических, а также и в узком смысле для описания психоаналитических методов. Сам Ёсино в своей работе использовал этот термин во втором значении и рассматривал влияние психоанализа более существенным в сравнении с другими методами «лечения» гомосексуальности. Американский психиатр и психоаналитик Джек Дрешер, известный работами о гомосексуальности, в статье, посвящённой истории репаративной терапии, отмечает: «Репаративная терапия стала общим определением лечения разговорами, которое претендуют изменить гомосексуальную ориентацию человека на гетеросексуальную. Хотя другие терапевтические модальности также обещают „вылечить“ гомосексуальность, история репаративной терапии неразрывно связана с историей психоанализа».

## История
На протяжении многих столетий гомосексуальность рассматривалась с точки зрения религии, но в XVIII—XIX веках дискурс сместился в светскую сферу. Особенно важную роль в обсуждении гомосексуальности стала занимать медицина, которая стремилась найти научное объяснение гомосексуальности. Многие психиатры XIX—XX веков рассматривали гомосексуальность как патологию, а не как выбранный человеком грех. С одной стороны, это приводило к тому, что врачи выступали за отмену законов, запрещающих гомосексуальные отношения, а с другой стороны — поддерживали медицинские вмешательства с целью лечения.
Медицинские методы терапии гомосексуальности, применявшиеся в США, были собраны, в частности, историком человеческой сексуальности Джонатаном Недом Кацем. Некоторые из этих методов были хирургическими (гистерэктомия, овариэктомия, клиторидэктомия, кастрация, вазэктомия, хирургия лобного нерва, лоботомия). В других случаях применялись различные вещества (гормональные, фармокологические, сексуальные стимуляторы и депрессанты). Совместно с такими методами воздействия на организм или вместо них использовались методы воздействия на психику (аверсивная терапия, десенсибилизация, электрошоковая терапия, групповая терапия, гипноз и психоанализ). Психоанализ пользовался большим влиянием в психиатрии и научных кругах в 1940—1960-е годы. Многие геи и лесбиянки в этот период добровольно обращались за психоаналитической терапией однополых чувств.
Исследователи делят историю «лечения» гомосексуальности на три периода:
1. Период Фрейда (примерно с 1870 по 1938 год), ранний период конверсионной терапии, когда она не применялась систематически;
2. Период расцвета конверсионной терапии (примерно с 1938 по 1969 год), когда её применение было одобрено медицинским мейнстримом;
3. Период после Стоунволлских бунтов (примерно с 1969 год по настоящее время) или период после исключения гомосексуальности как психического заболевания из диагностического руководства DSM (с середины 1970-х годов), когда медицинский мейнстрим отказался от применения конверсионной терапии.

### Период Фрейда
Психоанализ играл важную роль в истории «лечения» гомосексуальности. Взгляды основателя психоанализа Зигмунда Фрейда на гомосексуальность и возможность её изменения были неоднозначны. Они были изложены в разных работах на протяжении почти двадцати лет, и первой из них были «Три очерка по теории сексуальности». Как сторонники (Роберт Кронемайер, Джозеф Николоси, Чарльз Сокарайдес), так и противники (Саймон ЛеВэй, Тимоти Мерфи) конверсионной терапии ссылаются на работы Зигмунда Фрейда как на концептуальные. Фрейд был терпим к гомосексуальности для своего времени. Так, он подписал заявление, призывающее декриминализовать гомосексуальные акты в Германии и Австрии в 1930-е годы, считая гомосексуальное поведение следствием психической предрасположенности, находящейся вне контроля гомосексуальных людей. Он также оспаривал теорию Крафта-Эбинга, рассматривавшую гомосексуальность как дегенаративное расстройство. Фрейд писал, что гомосексуальность обнаруживается у людей, работоспособность которых не нарушается, и которые отличаются высоким уровнем интеллекта и этической культурой.
В известном посмертно опубликованном письме «Американской Матери» Фрейд утверждал: «Гомосексуальность, безусловно, не является преимуществом, но в этом нет ничего постыдного, нет порока, нет деградации, это нельзя классифицировать как болезнь». В другом случае он также высказал мнение, что к гомосексуальности не следует относиться как к болезни, прямо заявив: «гомосексуальные лица не больны». Вместе с тем, Фрейд считал, что гомосексуальность представляет собой инфантильное сексуальное желание, хотя и без интрапсихического конфликта. Такой подход допускал обоснованность психотерапии гомосексуальности с целью её изменения. Кроме того, Фрейд также высказывал мнение, что предпочтительнее, чтоб гомосексуальность была сублимирована и направлена на более «социальное» завершение, нежели чтоб она выражалась в гомосексуальных актах.
Концепция Фрейда о происхождении гомосексуальности основывалась на его представлении о врождённой бисексуальности. Фрейд ссылался на то, что в раннем эмбриональном развитии «у каждого нормального мужского и женского индивида обнаружены следы органов противоположного пола». Это приводило Фрейда к выводу о том, что все люди предрасположены к бисексуальности (например, он писал: «либидо распространяется явным или скрытым [латентным] образом на объекты обоих полов»). Согласно Фрейду, в процессе психосексуального развития либидо проходит от оральной к анальной и далее до генитальной стадии. Генитальная стадия подразумевает гетеросексуальность, в то время как гомосексуальность связана с остановкой либидо на более ранних уровнях, либо возвратом на эти уровни в результате травмы. Поэтому для Фрейда попытки изменить гомосексуальную ориентацию на гетеросексуальную были помощью в достижении более высокого уровня психосексуального развития.
По мнению Фрейда, как гетеросексуальность, так и гомосексуальность являются культурно детерминированными. Представление о культурных причинах гомосексуальности часто ведёт к надежде на возможность её изменения. Фрейд, однако, хотя и допускал такую возможность в некоторых случаях, в целом не питал оптимизма. В письме «Американской Матери» он писал: «Спрашивая меня, могу ли я помочь [вашему сыну], вы, я полагаю, имеете в виду, могу ли я уничтожить гомосексуальность и заменить её нормальной гетеросексуальностью. Ответ таков: в общем случае мы не можем обещать достичь этого. В определённых случаях удаётся развить испорченные зачатки гетеросексуальных стремлений, которые присутствуют в каждом гомосексуале, в большинстве же случаев это невозможно».
В работе «Психогенез случая гомосексуальности у женщины» Фрейд описал совершённую им самим попытку репаративной терапии. Обсуждая гомосексуальность 18-летней пациентки, Фрейд предположил, что она пережила восстановление инфантильного эдипова комплекса в период полового созревания, когда её мать родила другого ребёнка, в результате чего отвернулась от своего отца и от всех мужчин, направив либидо на женщину. Фрейд назвал эту девушку мужененавистницей и пренебрежительно называл её феминисткой, страдающей завистью к пенису. Он утверждал, что прекратил терапию из-за её неприязни к мужчинам и советовал обратиться за терапией к женщине аналитику. Вместе с тем, в этой работе Фрейд утверждал: «Такое достижение — устранение генитальной инверсии или гомосексуальности — по моему опыту никогда не бывает лёгким делом. … В целом, попытка превращения вполне развитого гомосексуала в гетеросексуала не даёт больших шансов на успех, чем обратное, за исключением того, что по веским практическим причинам последнее никогда не предпринимается».
Психоаналитики фрейдистского периода не выдвигали значительных дополнений к концепции гомосексуальности Фрейда, в основном обсуждая и подтверждая её. Теоретики этого периода в целом соглашались, что гомосексуальность является проявлением универсальной бисексуальности, что психоаналитические попытки изменить гомосексуальность большей частью неэффективны, но оставалось неясно, является ли гомосексуальность патологией.

### Период расцвета терапии гомосексуальности
После смерти Фрейда новое поколение психоаналитиков оспорило его предположения о причинах гомосексуальности и пессимизм в отношении шансов на успех её изменения. Одним из наиболее значимых критиков представлений Фрейда стал Шандор Радо. Как отмечает Джек Дрешер, «В постфрейдистском психоаналитическом мире теории Шандора Радо заложили основы того, что впоследствии станет называться „репаративной терапией“». Радо отверг концепцию врождённой бисексуальности, аргументируя это тем, что в основе идеи либидинальной бисексуальности лежит ошибочная гипотеза эмбрионального гермафродитизма, в то время как бипотенциальность зиготы кратковременна. Радо утверждал, в частности, что, хотя некоторые виды, такие как устрицы, являются «в самом деле гермафродитами, то есть бисексуальными в единственно правильном смысле слова», люди таковыми не являются. Он считал, что гетеросексуальность это единственный результат здорового развития человека, и рассуждал об эволюционной необходимости размножения организмов и выживания вида.
Происхождение гомосексуальности Радо объяснял влиянием родителей, которые сдерживают сексуальную активность своих детей, в результате чего у ребёнка возникает тревога, подавляющая гетеросексуальные влечения. По мнению Радо, вследствие такого родительского сдерживания сексуальности женщины воспринимают мужской половой член как «разрушительное орудие», и партнёрши лесбийской пары «успокаиваются отсутствием у обеих мужского органа». То же сдерживание сексуальной активности заставляет мужчин «видеть в изуродованном женском половом органе напоминание о неотвратимом наказании», и партнёры мужской гомосексуальной пары «успокаиваются наличием у обоих мужского органа».
Вторым значимым теоретиком, который связывал гомосексуальность с семейной средой, был Ирвинг Бибер. Бибер систематизировал теорию происхождения мужской гомосексуальности вследствие тесной связи ребёнка с матерью и отдаления отца. В 1962 году Бибер с соавторами опубликовал психоаналитическое исследование, которое, по их мнению, подтверждало теорию гомосексуальности Радо. Они сделали вывод, что конституциональные факторы, которые могли бы располагать к гомосексуальности, ничтожны, и причиной гомосексуальности является родительская психопатология. В своём исследовании психоаналитики утверждали: «Мы полагаем, что гетеросексуальность является биологической нормой, и что, если не вмешиваться, все личности гетеросексуальны»; «Мы рассматриваем гомосексуальность как патологическую биосоциальную, психосексуальную адаптацию, являющуюся следствием глубоких страхов, связанных с выражением гетеросексуальных побуждений. С нашей точки зрения, каждый гомосексуал в действительности является „латентным“ гетеросексуалом».
Бибер с соавторами сделали вывод о возможности изменения гомосексуальности: «хотя это изменение может быть более легко достигнуто некоторыми, чем другими, по нашему мнению, гетеросексуальный сдвиг возможен для всех гомосексуалов, которые сильно мотивированы на изменение». Как отметил позднее биоэтик Тимоти Мерфи, данная монография остаётся «по сей день, вероятно, наиболее часто упоминаемой в отношении возможности изменения сексуальной ориентации», хотя фактически приведённые там цифры предполагали, что изменения произошли с меньшей частью испытуемых пациентов. В той же монографии утверждалось, что «[все] психоаналитические теории предполагают, что гомосексуальность взрослых является психопатологией». Кэндзи Ёсино приводит эту цитату как утверждение самого Бибера (основного автора этой работы) и пишет: «Утверждение Бибера было поддержано в 1952 году АПА [Американской психиатрической ассоциацией] включением гомосексуальности в список психопатологий первого издания нозологии Диагностического и статистического руководства по психическим расстройствам (DSM-I)».
Ещё одним значимым в истории репаративной терапии теоретиком был Чарльз Сокарайдес. Сокарайдес дополнил систематизированную Бибером теорию происхождения мужской гомосексуальности теорией происхождения женской гомосексуальности вследствие восприятия ребёнком недоброжелательной матери и отвергающего отца. Он также отверг идею Фрейда об отсутствии интрапсихического конфликта гомосексуалов, утверждая, что гомосексуальность представляет собой невротическое состояние, возникающее в результате конфликта эго и ид. Наличие такого конфликта сделало гомосексуальность соответствующим психоаналитическому определению болезни. Ответственность за гомосексуальность детей Сокарайдес возложил на родителей, утверждая: «Семья гомосексуала обычно представляет собой среду, в которой доминирует женщина, отец отсутствует, слаб, обособлен или садист». (Примечательно, что спустя три десятилетия обнаружилось, что один из его собственных сыновей — гей). Психоаналитик Абрам Кардинер также соглашался, что родители оказывают влияние на развитие гомосексуальности, но, кроме того, считал, что и другие социальные факторы, такие как резкие социальные изменения, могут вести к «бегству от мужественности» и приводить к гомосексуальности.
Хотя многие исследователи той эпохи связывали надежды на изменение гомосексуальности с психологическими причинами её появления, ряд терапевтов рассчитывали на возможность изменений даже тогда, когда не отказывались связывать гомосексуальность с биологическими причинами. Так, Институт Мастерса и Джонсона исходил из предположения, что изменение сексуальной ориентации возможно независимо от её причин. Исследователи института утверждали, что «даже если доля генетических или биохимических влияний, способствующих гомосексуальности любого человека, равна или превышает долю постнатальных влияний, нет никаких оснований полагать, что этот факт определённо не допускает возможность изменения сексуального предпочтения».

### Депатологизация гомосексуальности
В 1973 году Американская психиатрическая ассоциация пересмотрела оценку гомосексуальности, исключив её из своего руководства по психическим расстройствам DSM. Американский политолог Рональд Байер, написавший исследование «Гомосексуальность и политическая психиатрия: политика диагностики» (Homosexuality and American Psychiatry: The Politics of Diagnosis), отмечает, что факторы, которые вели к этому пересмотру, находились как в Американской психологической ассоциации, так и за её пределами. Помимо более ранних научных исследований, среди которых самыми значимыми стали Отчёты Кинси, работа Клеллана Форда и Фрэнка Бича «Модели сексуального поведения» и результаты тестирования Эвелин Хукер, исследователи называют социальные факторы, такие как Стоунволлские бунты с последующим гей-активизмом, движение антипсихиатрии и смену поколений психиатров. Главным катализатором изменений они считают гей-активизм.
Начавшееся в ту эпоху гей-движение не было однородным. В середине XX века некоторые гомофильные группы принимали патологическую модель гомосексуальности как более приемлемую, чем общественное осуждение, и соглашались на терапию. Другая часть гей-активистов рассматривала диагноз патологии как основную причину стигматизации гомосексуальных людей. Эта часть гей-активистов стала оказывать давление на психиатрическое сообщество после Стоунволлских бунтов. Они устраивали протесты и срывали ежегодные собрания АПА в 1970 и 1971 годах. В результате психиатры начали приглашать отдельных активистов для обсуждения и дискуссий. В конечном итоге Попечительский совет АПА принял решения об исключении гомосексуальности как психического диагноза из DSM. Совет согласился с психиатром Робертом Спитцером в том, что гомосексуальность как таковая (per se) не является заболеванием и может рассматриваться как расстройство лишь в том случае, когда человек испытывает дискомфорт из-за гомосексуальных влечений и хочет их изменить. Новый диагноз стал называться в DSM-II «Нарушением сексуальной ориентации», а в 1980 году в DSM-III он был изменён на «эго-дистоническую гомосексуальность». Сторонники депатологизации рассматривают это как политический компромисс, который давал возможность продолжать заниматься лечением гомосексуальности.
Кроме того, исключив гомосексуальность из списка заболеваний, психиатры уточнили, что это не означает признания её «нормальности» или такой же ценности, как гетеросексуальность, а означает лишь её несоответствие критериям психического расстройства. После решения о деклассификации группа психоаналитиков, из числа которых самым известным противником депатологизации стал Чарльз Сокарайдес, обвинила психиатров в том, что решение принято под давлением геев и по политическим мотивам и потребовала провести референдум всех членов АПА. Референдум был проведён и решение Попечительского совета поддержали 58 % из 10000 голосовавших. Консервативные специалисты остались на прежних позициях о патологии и необходимости терапии, хотя это было меньшинство. Американская психоаналитическая ассоциация прекратила рассматривать гомосексуальность как патологию лишь в 1991 году. Диагноз «эго-дистонической гомосексуальности» был отменён в DSM в 1987 году. В международную классификацию болезней гомосексуальность включалась как психическое расстройство в редакциях от МКБ-6 1948 года до МКБ-9 1975 года включительно. Она рассматривалась как патология до 1992 года, когда её исключили из МКБ-10. «Эгодистоническая сексуальная ориентация» оставалась в МКБ-10, но удалена из МКБ-11, который вступил в силу в 2022 году. Отказ рассматривать гомосексуальность заболеванием, однако, не стал всеобщим во всём мире. Так, в 2016 году Индонезийская психиатрическая ассоциация определила гомосексуальность как психическое расстройство и указала на необходимость лечения.

### Период после исключения гомосексуальности из DSM

#### Движение экс-геев
После депатологизации гомосексуальности в США многие люди, интересующиеся её лечением, стали выражать свои взгляды на языке консервативного христианства, которое говорит о грехе. Светские психоаналитики, оставшиеся на старых позициях, становились маргинальными. Число прежних медицинских программ лечения гомосексуальности снижалось. В этих условиях появились религиозные группы, которые для тех, кто искал освобождения от гомосексуальности, проводили «программы перевоспитания» (homosexual reeducation programs).  В программы входили проведение консультаций, поддерживающие группы и религиозное обучение. Те, кто утверждал, что успешно оставил  «гомосексуальный образ жизни» (homosexual lifestyle), назывались экс-геями. Профессор социологии Том Вайдзанас объясняет появление движения экс-геев не только тем, что таким был консервативный ответ на депатологизацию гомосексуальности, но также и тем, что так христианские консерваторы ответили на появление про-гей теологии (такой как продвигала возникшая в 1968 году Метропольная общинная церковь). Дальнейший рост движения экс-геев происходил в благоприятном политическом климате социального консерватизма 1980-х годов, когда в обществе поднялась волна активности религиозных правых, где основную роль играют американские евангелики.
Первой организацией экс-геев была «Любовь в действии» (Love In Action), основанная в 1973 году.  Её фундаментальной основой стала написанная пастором Кентом Филпоттом книга «Третий пол?» (The third sex?), в которой три мужчины и три женщины рассказывали об освобождении от гомосексуального образа жизни. Некоторые из них продолжали испытывать гомосексуальные влечения, которые понимали как искушение, другие же отказались от секса и не испытывали желания вступить в гетеросексуальный брак. Обсуждение причин гомосексуальности в этой книге склонялось к психоаналитическим теориям опыта семейной социализации, ведущего к гендерной неконформности и впоследствии к гомосексуальности. Вместе с тем, автор рассматривал гомосексуальность как форму демонической одержимости.
В 1976 году была создана крупнейшая христианская межденоминационная организация экс-геев «Исход», которая утверждала «освобождение от гомосексуальности силой Иисуса Христа». Другой крупной группой стала внеденоминационная христианская организация «Анонимные гомосексуалы» (Homosexuals Anonymous), программа которых была подобна «Анонимным алкоголикам». Группа выступала против гомосексуальной активности, утверждая, что это не соответствует воле Бога, и что всеобщей нормой сотворённого является гетеросексуальность. Причины гомосексуальности эта организация описывала как «духовные, внутрипсихические и отношения» и утверждала, что «благодать Бога через Христа приносит освобождение и восстановление».
С развитием экс-гей движения некоторые исследователи стали объединять сферы науки и теологии. Термин «экс-гей» впервые был использован в научной литературе в 1980 году, когда психиатр Мэнселл Паттисон с его женой опубликовали статью «„Экс-геи“: Религиозно опосредованное изменение гомосексуалов» („Ex-Gays“: Religiously mediated change in homosexuals) в журнале The American journal of psychiatry. Авторы провели интервью с 11 белыми мужчинами из пятидесятнической экс-гей группы, которые утверждали, что их сексуальная ориентация изменилась. Авторы статьи это описывают как «спонтанное изменение сексуальной ориентации через целительный жизненный опыт, который обычно включает религиозное обращение ... спонтанные изменения без психотерапии». Такие случаи рассматриваются авторами как исключительные. Их описание не использует таких слов как «лечение» и «патология». Через эту публикацию вопрос религиозного служения экс-геев вошёл в психиатрическую литературу.
Движение экс-геев само по себе не было однородным. Появились экс-гей организации, связанные с определёнными религиозными традициями. Цели, которые они утверждали, также были различны. В 1980 году была создана католическая организация «Мужество» (Courage International), которая ставит целью помощь тем, кто живёт с однополыми влечениями, совершенствовать жизнь целомудрия. Пресвитерианская группа One by One объединила поддержку жертвам сексуального насилия и тех, кто считает, что их сексуальная ориентация изменилась из гомосексуальной в гетеросексуальную. Некоторые церковные группы проводили «служения преобразования гомосексуальности» (ministry of transformation of homosexuality).
Mногие экс-геи видели желанным идеалом создание традиционной семьи. Обсуждая тему воздержания от сексуальной активности, ассоциированный профессор социологии религии Энтони Алумкала отмечает различия между католическим и протестантским вероучением: в католической традиции поддерживается практика пожизненного целибата, в то время как в протестантизме такая практика была лишена ценности. В результате культурных различий для католичества становится приемлемым призыв геев к долговременному воздержанию, в то время как для протестантизма этот вариант более проблематичен. Кроме того, поскольку ведущей силой американского социального консерватизма являются белые евангелики, влияние на экс-гей движение оказывает их культурная традиция. Многие лидеры евангелизма выступают за семью как религиозное обязательство. Хотя они поддерживают воздержание до брака, пожизненный целибат в их среде является девиантным образом жизни. В результате этого многие экс-гей служители не только утверждают борьбу с однополыми желаниями, но для них становится значимо вступление в «здоровый секс» в гетеросексуальном браке.
В 1980-х годах в экс-гей движение вошли идеи психоанализа, которые в христианское богословие привнесла Элизабет Моберли. Приняв возможность «переориентации» гомосексуальности, многие экс-гей служители, в отличие от светских терапевтов, утверждали собственные теологические взгляды на желаемую перемену. В религиозных текстах основной целью экс-геев прослеживалось спасение, а не гетеросексуальность как таковая. Для иллюстрации этого профессор Том Вайдзанас приводит цитаты видного деятеля экс-гей движения Джо Далласа, где тот утверждает отсутствие универсального «лечения», которое гарантировало бы, что гомосексуальная склонность исчезнет и никогда не сможет вновь проявиться, что подразумевало бы окончательное прекращение борьбы. В христианской доктрине борьба против грехов считается необходимой, а экс-геи рассматривали гомосексуальность таким же грехом, как и другие грехи. Таким образом, обходя медицинское «лечение», экс-гей лидеры представили альтернативу светским терапевтам, используя тему «исцеления» спасением как главную цель, которая превышала цель гетеросексуальности. Экс-гей служители утверждали, что люди рождаются гетеросексуальными, но могут испытывать однополые притяжения как соблазн греха. Такая доктрина не гарантировала развитие гетеросексуальных чувств у гомосексуалов, но предполагала подражать гетеросексуальности или двигаться по направлению к ней.  

#### Элизабет Моберли
Профессора Джеральд Кучер и Патрисия Кейт-Шпигель относят появление репаративной терапии как «нового метода лечения» гомосексуальных людей к началу 1980-х годов, называя основным сторонником этого подхода Элизабет Моберли, консервативного христианского теолога, получившую степень доктора в области экспериментальной психологии. В 1983 году в Кембридже вышла её книга «Гомосексуальность: новая христианская этика» (Homosexuality: A New Christian Ethic), объединившая теологию и психоанализ.
Моберли принадлежала к православной церкви, но её книга была обращена к широкой христианской аудитории и не содержала ничего богословски неприемлемого для американских евангеликов. Она цитировала американского экс-гей лидера Кента Филпотта вместе с популярным английским евангелистом Джоном Уайтом (не связанным с экс-гей движением автором книги «Эрос осквернённый», где была также затронута тема преодоления гомосексуального желания). Идеи психоанализа Моберли черпала из работ Мартина Бибера, Чарльза Сокарайдеса и других теоретиков, связавших причину гомосексуальности с проблемами детско-родительских отношений в семье. Моберли избегала специфических психоаналитических терминов, которые могли оттолкнуть христианскую аудиторию, и обсуждала божественный замысел творения, чего не делали светские психиатры. Таким образом она переносила идеи психоаналитиков в христианскую среду. Объединение психоанализа и теологии влекло за собой отказ от прямого морального осуждения гомосексуальных желаний, при этом поощряя их «перенаправление». В результате книга Моберли стала приемлемой и популярной в экс-гей движении.
По мнению Моберли, однополое притяжение связано с «защитной отчуждённостью», возникшей под влиянием нарушенных отношений с родителем того же пола в раннем детстве. В теории Моберли гомосексуал стремится компенсировать нехватку отношений с родителем своего пола за счёт однополых отношений. У гомосексуального человека возникает  естественный «репаративный драйв» («восстановительное стремление»), который ведёт к сильным эмоциональным чувствам к представителю своего пола, а эмоциональные чувства часто эротизируются. Моберли считала, что сексуальные связи отвлекают от решения психологической проблемы, заключающейся в эмоциональной потребности в любви. По мысли Моберли, дефицит любви может быть компенсирован за счёт несексуальных отношений с представителями своего пола, чему, в частности, могут способствовать хорошие отношения между гетеросексуальными и гомосексуальными людьми одного пола.
В начале 1980-х годов Моберли поддерживала организацию «Исход» и была там известной личностью. Позднее, когда с похожими идеями выступил Джозеф Николоси, Моберли обвинила его в плагиате. Лидеры «Исхода» отказались согласиться с её претензиями, после чего, как утверждают исследователи, она прекратила связи с организацией, уехала в Англию и занялась исследованиями других вопросов. Её идеи, однако, остались привлекательными для христиан разных церквей. По утверждению англиканского священнослужителя-евангелика Марка Васи-Сондерса, который написал диссертацию об отношениях к гомосексуальности в евангелизме, внимание евангельских лидеров к работам Моберли привлёк Джон Стотт, которого Васи-Сондерс называет ключевой фигурой английского евангелизма того времени. В своей книге «Проблемы, стоящие перед  христианами сегодня» (Issues Facing Christians Today), вышедшей в первой редакции в 1984 году и неоднократно переиздававшейся, Стотт обсуждал в числе прочего вопрос гомосексуальности. По утверждению Васи-Сондерса, Стотт выразил в своей книге консенсусную позицию евангеликов, которая заключалась в том, что гомосексуальные люди должны воздерживаться от сексуальной активности, хотя для некоторых возможно исцеление.
Васи-Сондерс и некоторые другие христианские авторы отмечают, что мнение Моберли о гомосексуальности как недостатке любви позволило ей понять гомосексуальность как естественный ответ на детскую травму, а не как патологию.  Моберли не разделяет традиционный подход к гомосексуальности как извращению и противоестественному состоянию. Она не очерняет гомосексуального человека, даже в том случае, если он меняет множество партнёров. Как отмечает Васи-Сондерс, Моберли критична как к либеральному, так и к консервативному взгляду. Она защищает подход, в котором осуждается не сексуальная ориентация, а сексуальные действия. Аналогичную точку зрения выражал Джон Стотт. В дальнейшем евангелики ссылались на книгу Моберли, показывая этим, что их позиция сближается с наукой. Книга Моберли также привлекла внимание некоторых православных и католических авторов.

#### Джозеф Николоси
В 1991 году вышла книга клинического психолога Джозефа Николоси «Репаративная терапия мужской гомосексуальности: новый клинический подход» (Reparative Therapy of Male Homosexuality: A New Clinical Approach), где впервые было использовано название репаративной терапии. Использованный Николоси термин «репаративная» происходит из высказывания Чарльза Сокарайдеса: «Репаративная гомосексуальность, инициированная ранними бессознательными страхами и характеризующаяся негибкостью и стереотипностью, является единственным типом, который можно считать истинной (облигатной) гомосексуальностью».
В своей теории Николоси рассматривал мужскую гомосексуальность как симптом психопатологии гендерной идентичности, в основе которой лежит дефицит гендерной идентичности. Вслед за Бибером и Сокарайдесом Николоси рассматривал мужскую гомосексуальность как последствие дефекта отношений с отцом. По мнению Николоси, эмоциональная отстранённость отца препятствует развитию маскулинной идентификации сына, и одновременно опыт чрезвычайного вовлечения мальчика в отношения с матерью предрасполагает его стать гомосексуальным. По мысли Николоси, репаративная терапия направлена на восстановление в мужчинах их маскулинности.  Николоси утверждал:
Основной предпосылкой репаративной терапии является то, что большинство пациентов страдает от синдрома дефицита мужской гендерной идентичности. Именно это внутреннее чувство несовершенства своей мужественности является важнейшей основой для гомоэротического влечения. Основное правило репаративной терапии гласит: «Гендерная идентичность определяет сексуальную ориентацию». Наши эротические фантазии вращаются вокруг того, кем мы сами не являемся. Поэтому цель лечения состоит в полном раскрытии мужской гендерной идентичности пациента.
Мужчин, которые переживают дистресс из-за своих однополых сексуальных  желаний и хотят изменить сексуальную ориентацию, обращаясь за терапией, Николоси называл «не-гей» (nongay) гомосексуальными мужчинами.
По мнению критиков, установки теории Николоси не только основаны на старых идеях психоаналитиков, но и связаны с религиозными идеалами. В частности, Николоси руководствуется убеждением, что только союз мужчины и женщины является «естественным», и это соответствует взглядам консервативных католических теологов, некоторых протестантов и иудеев. Джек Дрешер отмечает также и то, что старой школе психоанализа было свойственно моральное осуждение гомосексуальности. В частности, по его утверждению, традиция Радо антропоморфизировала концепцию эволюции, заменяя эволюционизмом божественную волю. Такая морализирующая тенденция психоанализа была взята на вооружение религиозными институтами. Так, в документе Национальной конференции католических епископов США об образовании священников гомосексуальность описывалась в психоаналитической терминологии.
По мнению Дрешера, подход Николоси представляет собой слияние психоаналитической и духовной мысли, дополняя радоистскую теорию гомосексуальности идеями, взятыми из литературы по пасторскому консультированию. Связав научную парадигму психического здоровья с традиционными нормами, Николоси утверждал, что репаративная терапия «признаёт важность гендерных различий, ценность семьи и общепринятых ценностей и важность предотвращения гендерной путаницы у детей». По утверждению Дрешера, Николоси «критикует современные нормальные варианты теорий гомосексуальности с пылом религиозного фундаменталиста» и «рассуждает не как учёный, а как проповедник». Также Дрешер отметил, что Николоси идеализирует гетеросексуальные отношения и использует не соответствующие действительности стереотипы о геях.

#### NARTH
В 1991 году Американская психоаналитическая ассоциация сделала заявление о возможности обучения в связанных с нею институтах в качестве будущих специалистов геев и лесбиянок, что на практике означало отход американского психоаналитического мейнстрима от политики патологизации гомосексуальности. Не принявшие это специалисты, такие как Сокарайдес, продолжили отстаивать свою позицию, обращаясь к политически консервативной публике. Снижение интереса к их подходам в профессиональной среде привело сторонников лечения гомосексуальности к созданию собственной организации. В 1992 году Чарльз Сокарайдес, Бенджамин Кауфман и Джозеф Николоси создали Национальную ассоциацию по исследованию и терапии гомосексуальности (The National Association for Research and Therapy of Homosexuality, сокр. NARTH), которая заявила своей целью «сделать доступной эффективную психологическую терапию для всех гомосексуальных мужчин и женщин, которые ищут изменения» и объединяла специалистов, которые «отстаивали право заниматься изменением сексуальной ориентации».
Джек Дрешер критикует NARTH за то, что организация требует от потенциальных и имеющихся членов, чтобы они публично не подвергали сомнению убеждение, что гомосексуальность является заболеванием. Организация может отказать в членстве или исключить из членов того, кто выражает явное неприятие такой позиции. По мнению Дрешера, это является догматизмом, который уподобляет NARTH религиозным фундаменталистам. Дрешер отмечает сближение репаративных терапевтов с консервативными религиозными конфессиями, объясняя это отказом в поддержке смены сексуальной ориентации со стороны ведущих профессиональных ассоциаций и заинтересованностью «антигомосексуальных» религиозных организаций.

## Консервативная позиция

### Сторонники репаративной терапии
В книге, изданной в 2008 году, профессора Джеральд Кучер и Патрисия Кейт-Шпигель утверждают, что, несмотря на депатологизацию гомосексуальности, в США продолжаются попытки по превращению геев и лесбиянок в гетеросексуалов, предпринимаемые как профессионалами в области психического здоровья, так и религиозными служителями пасторского душепопечения.
Самой известной организацией, продвигавшей репаративную терапию после деклассификации гомосексуальности как психического заболевания, является NARTH. Другие религиозные и социально консервативные профессиональные организации, выступившие в поддержку репаративной терапии: Американская ассоциация христианских консультантов, Католическая медицинская ассоциация, Американский колледж педиатров, Христианская медицинская и стоматологическая ассоциация, Международная сеть ортодоксальных (иудейских) специалистов психического здоровья. Эти организации выступили за права молодых людей обращаться за репаративной терапией после того, как в некоторых штатах США был введён запрет репаративной терапии для несовершеннолетних. В 2014 году Американская ассоциация христианских консультантов внесла поправки в свой этический кодекс, исключив продвижение конверсионной терапии для лиц с влечениями к своему полу и поощряя вместо этого таких людей к практике целибата.
В 1979 году Мастерс и Джонсон издали книгу о лечении сексуальных дисфункций и конверсионной терапии, проводившейся в их Институте с 1968 по 1977 год. По утверждению Кэндзи Ёсино, Институт Мастерса и Джонсона предлагал программы конверсионной терапии в широком масштабе, пока не закрылся в 1994 году. Ёсино также отметил,  что существование организаций, подобных NARTH, свидетельствует о широкой практике попыток изменения сексуальной ориентации отдельными терапевтами. Хотя некоторые комментаторы полагают, что такая практика возвращается, в целом профессиональная психиатрия её не поддерживает. В 1993 году Джозеф Николоси утверждал, что «многие психотерапевты в частном порядке рассматривают гомосексуальность как излечимое нарушение развития», но «почти все они боятся высказываться в академических или профессиональных кругах». Ёсино заключил, что отчасти из-за неодобрения репаративной терапии в профессиональных кругах большинством её поставщиков являются религиозные организации. В числе таких групп он называет «Анонимных гомосексуалов», «Служение метанойи», «Любовь в действии», международную организацию Исход и EXIT (Eх-gay Intervention Team) христианского центра Melodyland. Такие религиозные организации, по словам Кэндзи Ёсино, хотя и не разделяют депатологизацию, в меньшей мере опираются на то, что гомосексуальность в буквальном смысле является заболеванием.
Организация Родители и друзья экс-геев и геев (PFOX) занималась агитацией за репаративную терапию. Идея о возможности изменения гомосексуальной ориентации на гетеросексуальную также является частью философии эстетического реализма, основанной поэтом Илаем Сигелом. В 1970—1980 годах Фонд эстетического реализма предлагал избавиться от гомосексуальности путём изучения этой философии.

## Критика конверсионной терапии
Подходы к «лечению» гомосексуальности охватывают широкий спектр методов поведенческой, включая аверсивную, и психоаналитической терапии. Кроме того, существуют духовные методы, используемые в группах экс-геев. Последняя указанная модальность считается одной из наиболее распространённых в настоящее время, но она мало описана в профессиональной литературе. Основной вопрос, который интересует исследователей, заключается в том, что представляет собой изменение сексуальной ориентации, которой хотят достичь конверсионные терапевты.
У конверсионных терапевтов наблюдаются разные представления о том, какой результат указывает на эффективность «лечения». Многие поведенческие методики подразумевают в качестве успеха подавление гомоэротических реакций, а не создание или усиление гетеросексуальных влечений, или же просто демонстрацию способности к гетеросексуальным актам. В некоторых случаях результатом терапии рассматривается уничтожение гомосексуальных фантазий и гомосексуального поведения. В других случаях выдвигаются более мягкие критерии изменения. Как правило, конверсионные терапевты не ожидают полного прекращения гомоэротических фантазий, но хотят, чтоб человек с ними справлялся таким образом, чтоб он мог претендовать на гетеросексуальную идентичность или, как минимум, вступал в гетеросексуальные отношения. Религиозные терапевты также могут выступать за сексуальное воздержание (целибат) как более предпочтительный вариант по сравнению с гомосексуальным сексом. Группы экс-геев часто поощряют воздержание от гомосексуального секса, рассматривая это как успех терапии.
Ни один из указанных критериев успешности терапии не учитывают сложный комплекс влечений и чувств, которые составляют сексуальную ориентацию. Кроме того, по мнению критиков, даже если некоторые люди в конечном счёте испытывают изменения, проблемой является отсутствие данных о причинно-следственных связях между этим и использованием конверсионных методик. Большинство отчётов об изменениях, которые переживали прошедшие терапию люди, в значительной степени основаны на их личных свидетельствах, но не на эмпирических данных. Однако, личный опыт сам по себе не даёт основания специалистам сделать научно обоснованный вывод об эффективности терапии.
Многие отчёты, утверждающие успех терапии, часто имеют ограничения и/или недостатки, в числе которых критики называют погрешность выборки, отсутствие групп сравнения, низкие показатели успеха и другие. Многие отчёты определяют сексуальную ориентацию только в поведенческих терминах. В результате таких методологических проблем, несмотря на то, что существует ряд сообщений об изменении отдельных лиц, многие профессионалы подвергают сомнению вывод об изменении сексуальной ориентации. Основной методологической проблемой является отсутствие случайной выборки исследуемых лиц, а также сложность оценки результата путём отделения научного метода от влияния социального предубеждения. Такие же методологические ограничения касаются сообщений о причинённом терапией вреде. Часть проходящих терапию людей сообщили о вредных последствиях этого, поэтому многие специалисты предупреждают о потенциальной опасности.

### Критика со стороны научных организаций
Применение репаративной терапии осуждается большинством профессиональных медицинских и психологических организаций.
Рассуждения, лежащие в основе репаративной терапии, подверглись критике со стороны психологов и психиатров из-за необъективности исходных клинических данных. Репаративная терапия основывается на предположении, что гомосексуальность по своей сути нежелательна, нездорова и поэтому требует корректировки. Критики указывают, что такие предположения основываются на религиозном осуждении гомосексуальности, а не на объективном анализе или эмпирических данных. На основе имеющихся научных данных критики делают вывод о том, что гомосексуальность является одной из нормальных форм сексуальности человека и, следовательно, не нуждается в какой-либо коррекции.
По данным обзора исследований от Американской психологической ассоциации, рассуждения ряда терапевтов о том, что семейные факторы могут повлиять на вероятность возникновения гомосексуальности, также не подтверждаются доказательствами. Среди учёных нет консенсуса о том, какие факторы формируют сексуальную ориентацию человека. Распространено мнение о том, что на это влияют как врождённая предрасположенность, так и особенности воспитания, но для большинства людей формирование ориентации не является сознательным и добровольным выбором. Вместе с тем, обнаружено больше данных в поддержку несоциальных причин сексуальной ориентации, чем социальных причин.

#### Международные научные организации
Официальная позиция таких международных научных организаций, как Всемирная медицинская ассоциация (ВМА) (World Medical Association, WMA) и Всемирная психиатрическая ассоциация (ВПА) (World Psychiatric Association, WPA), состоит в том, что гомосексуальность является одной из естественных форм сексуальности человека, не является медицинской патологией и потому не требует никакой коррекции, а так называемая репаративная терапия является неоправданной, неэтичной, не имеет доказанной эффективности и научного обоснования смены сексуальной ориентации, может усугублять стигматизацию гомосексуальных людей и представляет угрозу для их здоровья.

Соответствующее заявление ВМА было принято на её 64-й генеральной ассамблее, которая прошла в Форталезе (Бразилия) в октябре 2013 года. В заявлении, в частности, говорится:
Ассоциация осуждает методы так называемой «конверсионной» или «репаративной» терапии. Они представляют собой нарушение прав человека и являются не имеющими оправдания практиками, которые должны быть осуждены и подвергнуты санкциям и наказаниям. Участие врачей на каком-либо этапе подобных процедур является неэтичным.
 Детальный анализ официальной позиции ВМА приведён в обзоре, опубликованном в 2015 году в журнале International Review of Psychiatry

Официальное заявление ВПА было принято в марте 2016 года. В заявлении, в частности, говорится: 
Наряду с другими международными организациями Всемирная психиатрическая ассоциация считает, что сексуальная ориентация является природной и определяется биологическими, психологическими, эволюционными и социальными факторами. … Не существует убедительных научных данных, что природная сексуальная ориентация может быть изменена. Кроме того, так называемое лечение гомосексуальности может создать обстановку, в которой процветают предрассудки и дискриминация, и они могут быть потенциально вредными. Предоставление какого-либо вмешательства, имеющего целью «лечить» то, что не является расстройством, является полностью неэтичным… ВПА рассматривает однополое влечение, ориентацию и поведение как нормальные варианты сексуальности человека. Она признаёт многофакторную причинность человеческой сексуальности, ориентации, поведения и образа жизни. Она подтверждает отсутствие научной эффективности курсов лечения, которые пытаются изменить сексуальную ориентацию, и подчёркивает вред и неблагоприятные эффекты подобной «терапии».
 Обсуждение официальной позиции ВПА (членами которой являются, в частности, Российское общество психиатров и Независимая психиатрическая ассоциация России) приведено в обзоре, опубликованном в 2016 году в журнале Psychology of Sexualities Review.

Официальная позиция другой международной научной организации, Общества подросткового здоровья и медицины (Society for Adolescent Health and Medicine), также состоит в том, что гомосексуальность не является психическим расстройством и не подлежит лечению. В позиционной статье Общества, опубликованной в 2013 году в журнале Journal of Adolescent Health, подчёркивается высокий риск депрессий и других психических расстройств, включая суицидальные наклонности, которому подвергаются ЛГБТ-подростки вследствие неприятия и виктимизации. В этом контексте Общество ссылается на заявления Американской психиатрической и Американской психологической ассоциаций о потенциальных рисках репаративной терапии и делает заключение: 
Репаративная «терапия», которая пытается изменить чью-либо сексуальную ориентацию или гендерную идентичность, является по своей сути принудительной и несовместимой с современными стандартами медицинской помощи… Поскольку репаративная терапия является научно необоснованной и вредной, её не следует рассматривать или рекомендовать подросткам, решающим проблемы, связанные с их сексуальной ориентацией или гендерной идентичностью.

#### Американские научные организации
В США выступили против репаративной терапии многие профессиональные ассоциации, в том числе: Американская психиатрическая ассоциация, Американская педиатрическая академия, Американская медицинская ассоциация,Американская психологическая ассоциация, Американская ассоциация консультантов, Национальная ассоциация школьных психологов, Национальная ассоциация социальных работников и другие.

В 1999 году ряд американских профессиональных объединений психологов, педагогов и социальных работников, в число которых вошли Американская педиатрическая академия, Американская ассоциация консультантов, Американская психологическая ассоциация и другие, выступили с таким совместным заявлением о репаративной терапии:
Наиболее важный факт о таких методах «терапии» состоит в том, что они основываются на понимании гомосексуальности, которое было отвергнуто всеми основными медицинскими и психиатрическими профессиональными организациями. <…> Несмотря на общий консенсус крупнейших медицинских, психологических и психиатрических профессиональных ассоциаций о том, что как гетеросексуальность, так и гомосексуальность являются нормальными проявлениями человеческой сексуальности, некоторые политические и религиозные организации предпринимают попытки изменить сексуальную ориентацию путём терапии и агрессивно рекламируют их широкой публике. Однако такие попытки могут наносить серьёзный вред подросткам и молодым людям, так как они представляют мнение, что сексуальная ориентация молодых лесбиянок, геев и бисексуалов является психической болезнью или расстройством, а неспособность изменить свою сексуальную ориентацию изображают как личную или моральную несостоятельность.
Американская психологическая ассоциация, Американская педиатрическая академия и другие профессиональные организации отмечали, что «…идея о том, что гомосексуальность является психическим расстройством… не поддерживается ни одной из основных профессиональных организаций в области здравоохранения и психического здоровья».
Известен по крайней мере один случай, когда врач лишился медицинской лицензии за применение репаративной терапии в отношении несовершеннолетнего ребёнка, проводимой по настоянию его родителей, в то время как согласие на лечение самого ребёнка не было получено.
Применению репаративной терапии противостоят такие глобальные организации по защите прав меньшинств, как GLAAD, Stonewall и Outrage.
Некоторые религиозные организации, такие как The Interfaith Alliance, New Ways Ministries и People for the American Way, также не поддерживают применение подобной терапии.
В 2013 году религиозная организация Exodus International, ранее практиковавшая репаративную терапию, отказалась от неё и обратилась к гомосексуалам с извинениями.

#### Другие страны
После исключения гомосексуальности как патологии из классификаций DSM и МКБ профессиональные ассоциации многих стран сделали заявления, в которых определили конверсионную терапию как неэффективную и неэтичную. К примеру, в числе прочих заявления против репаративной терапии сделали: в Великобритании — Королевская коллегия психиатров и Британское психологическое общество, в Канаде — Канадская психологическая ассоциация, в Бразилии — Федеральный совет психологов, в Австралии — Австралийское психологическое общество.

### Оценка профессиональных сообществ
Критики репаративной терапии подчеркивают, что недостаточность эмпирических данных демонстрирует экспериментальный или псевдонаучный характер методик репаративной терапии, для которых отсутствует необходимое научное обоснование. Также в процессе подобных исследований используется неслучайная выборка пациентов, а результаты во многом полагаются на субъективные ощущения пациентов или собственные оценки терапевтов, которые могут страдать от необъективности ввиду социальной предвзятости.
Такие международные научные организации, как Всемирная медицинская ассоциация, Всемирная психиатрическая ассоциация, Общество подросткового здоровья и медицины и Пан-американская организация здравоохранения (являющаяся региональным офисом Всемирной организации здравоохранения), делают вывод о том, что какие-либо убедительные научные данные в пользу эффективности конверсионной терапии отсутствуют. 12 исследований на эту тему нашли репаративную терапию неэффективной, и лишь одно исследование, проведённое главой НАРТ и основателем репаративной терапии Джозефом Николози, доказало обратное. Причём его исследование было опубликовано в журнале Psychological Reports. Этот журнал берёт с учёных плату за публикацию исследований, чего не позволяют себе уважаемые научные журналы[уточнить], а также имеет крайне низкий импакт-фактор. В систематическом обзоре исследование также критиковалось за использование ретроспективных самоотчётов и нерандомизированную выборку, набранную из служений экс-геев и NARTH и состоящую преимущественно из белых религиозных мужчин.
Американская психиатрическая ассоциация (АПА), которая в 1973 году пришла к выводу, что гомосексуальность не является психическим заболеванием, сделала в 1998 году официальное заявление, одобренное Советом попечителей, что не существует строгих научных подтверждений «эффективности или вреда» репаративной терапии и что конверсионные терапевты до сих пор не предоставили «каких-либо строго научных исследований для подтверждения случаев излечения своих пациентов… Недавние усилия по репатологизации гомосексуальности, освещенные в СМИ, чаще всего движимы не строгими научными или психиатрическими исследованиями, а религиозными и политическими силами, противостоящими приобретению геями и лесбиянками всей полноты гражданских прав». В конце своего официального заявления АПА рекомендует этичным врачам-практикам «воздержаться от попыток изменить сексуальную ориентацию пациента, помня о первейшей заповеди медика „не навреди“» (см. раздел «Потенциальный риск»).
Американская психологическая ассоциация отмечала, что «на сегодняшний день отсутствуют научные исследования, которые показали бы, что терапия, целью которой является смена сексуальной ориентации (иногда она называется репаративной или конверсионной терапией), является безопасной или эффективной».
В 2020 году был проведён систематический обзор на тему эффективности и безопасности ПИСО. Исследования, посвященные этому вопросу, страдали от методологических ограничений: отсутствия контрольной группы, предвзятости отбора участников, ретроспективного дизайна, высокой религиозности и потенциальной предвзятости испытуемых, отсутствия гендерного и этнического разнообразия в выборках. Был сделан вывод, что доказательства эффективности ПИСО неубедительны.
В 2021 году вышла резолюция АПА, где была отмечена нехватка научных доказательств работоспособности репаративной терапии. Целый ряд методологических недостатков делает отчёты об успешном изменении ориентации недействительными. Репаративные терапевты искажали чужие теории (например, теорию о флюидности сексуальной ориентации Лизы Даймонд), их результаты не были воспроизведены в надёжных исследованиях, некоторые их работы были отозваны
Репаративные терапевты отвечают на критику со стороны основных профессиональных организаций утверждением о том, что их оппозиция профессиональному и медицинскому сообществу вызвана различными политическими силами, действующими изнутри сообщества. Терапевты говорят, что в таких неблагоприятных условиях научные данные, подтверждающие случаи «излечения», получить трудно, так как политическое давление со стороны различных организаций, в частности со стороны политических групп борьбы за права геев, настолько сильно, что любые попытки как следует протестировать и исследовать данный вопрос на корню пресекаются со стороны АПА и других значимых в этой сфере организаций. По мнению оппонентов, конверсионные терапевты пытаются представить ситуацию таким образом, что в академических кругах существует дискриминация сторонников репаративной терапии.

### Религиозно-мотивированное изменение сексуальной ориентации
Медико-психологические публикации описывают попытки людей изменить свою сексуальную ориентацию, руководствуясь религиозными убеждениями. Так, Уоррен Трокмортон, профессор психологии в Grove City College, в обзоре литературы описывает 11 публикаций, посвященных таким действиям.
В числе прочих, он описывает работу, изданную в 1999 году в журнале Journal of Psychology & Theology, в которой были описаны результаты исследования 140 человек (102 мужчины и 38 женщин), пытающихся изменить свою сексуальную ориентацию, руководствуясь религиозными убеждениями.
Спустя год с момента первоначального наблюдения поведенческий показатель успеха составлял 60,8 % для мужчин и 71,1 % для женщин. При этом участники считались поведенчески успешными в случае воздержания от физического гомосексуального контакта в течение года.
Согласно выводам исследования, проведенном психологом Кимом Шеффером и его коллегами из Назарянского университета Пойнт Лома, «успех был связан с сильной религиозной мотивацией и позитивным психическим состоянием здоровья». Среди людей, не вошедших в число поведенчески успешных, большинство (88,2 %) указали, что они продолжают пытаться изменить свою сексуальную ориентацию, что доказывает, согласно выводам исследования, что участники считают вероятным достижение изменений сексуальной ориентации.
В систематическом обзоре, показавшем неэффективность попыток изменения сексуальной ориентации (включающие в себя и религиозные методы), были описаны проблемы исследований, показавших эффективность ПИСО. Так, исследование Шеффера подверглось критике за то, что мерой успешности изменения сексуальной ориентации в нём было воздержание от гомосексуальных контактов, которое показывает изменение сексуального поведения, но не ориентации, а также за выборку, состоящую преимущественно из белых мужчин.
В обзор не вошло исследование усилий по изменению ориентации у 1060 бывших или нынешних членов Церкви Иисуса Христа Святых последних дней. По результатам комплексного он-лайн опроса, из 9 рассмотренных методов изменения сексуальной ориентации личные и религиозные методы (в сравнении с усилиями под руководством терапевта или в группе) были более распространенными, начинались раньше, применялись более длительное время и, по сообщениям, были наиболее вредными и наименее эффективными. Среди ограничений исследования следует отметить его ретроспективный дизайн и зависимость от самоотчётов испытуемых.

### Отчёт Спитцера
В мае 2001 года доктор Роберт Спитцер, участвовавший ранее в процессе депатологизации гомосексуальности как психического расстройства, представил свою работу по репаративной терапии на очередном съезде Американской психиатрической ассоциации (АПА). В ней утверждалось, что 66 % мужчин и 44 % женщин из группы испытуемых обрели «удовлетворительные гетеросексуальные функции» в результате подобного вмешательства в психику. Спитцер набрал 200 участников, которые сообщили об изменении сексуальной ориентации. Их терапия продолжалась не менее 5 лет. Методы включали экс-гей служение, терапию и религиозную групповую поддержку. В итоге многие участники сообщили о здоровых гетеросексуальных отношениях, с незначительными мыслями о влечениях к представителям своего пола или без таких мыслей. Большинство участников сообщили о некотором изменении сексуальной ориентации, но Ститцер признал, что сообщения о полном изменении незаурядны.
Работа Спитцера широко использовалась сторонниками репаративной терапии как свидетельство успеха терапии и первый шаг к её официальному признанию и легализации. АПА незамедлительно выпустила официальное опровержение этой работы, отметив, что она не подверглась рецензированию со стороны коллег. В документе ассоциации говорилось, что «не существует опубликованных научных доказательств, подтверждающих эффективность репаративной терапии в качестве средства для изменения сексуальной ориентации человека».
Два года спустя Спитцер опубликовал свою работу в журнале «Archives of Sexual Behavior». Факт публикации вызвал скандал, в результате которого один из спонсоров отказался оказывать изданию дальнейшую спонсорскую поддержку. Работа была раскритикована по ряду положений, включая неслучайную выборку испытуемых и нечёткий критерий для определения «успеха». Критики утверждали, что работа полагается на выборку испытуемых, сделанную самими репаративными терапевтами, что не было проведено случайной выборки, имеющаяся выборка была слишком мала, а испытуемые являлись защитниками «экс-геев», которые могли быть необъективными в пользу репаративной терапии, а также что 60 % испытуемых прежде были известны как имеющие бисексуальную ориентацию. Среди слабых сторон работы критики отмечали также отсутствие последующего контрольного исследования для определения долгосрочного действия переориентации.
Впоследствии Спитцер сделал заявления, ставящие под сомнение результаты его собственной работы. На вопросы относительно сбора данных о 200 пациентах в течение 16 месяцев и проценте успешных исходов терапии Спитцер отвечал, что потребовалось почти полтора года, чтобы найти всего 200 желающих принять участие в исследовании, поэтому общее реальное число гомосексуалов, которые могли бы успешно «переориентироваться в гетеросексуалов», скорее всего, «крайне низко». Автор работы также отмечал, что участники исследования были «аномально религиозны».
Позднее Спитцер заявлял:
Я предполагал, что результаты моей работы будут несколько неверно истолкованы, однако я не ожидал, что некоторые СМИ будут утверждать, что работа анализировала вопрос выбора гомосексуальности. Разумеется, никто не выбирает, быть ему гомо- или гетеросексуальным. Я предполагал и предупреждал, что было бы ошибкой интерпретировать мою работу как утверждавшую, что гомосексуалы с высокой мотивацией могут измениться. Я подозреваю, что подавляющая часть геев, даже если они хотели бы, не смогли бы достигнуть существенных изменений в своем сексуальном влечении и фантазиях, а также получать удовлетворение от гетеросексуальных контактов, как это утверждали мои испытуемые. Я также выступал против использования результатов работы в качестве оправдания давления на геев, используемого для навязывания им терапии, в которой они не заинтересованы, и я уже слышал о многих инцидентах, когда подобное происходило.
В 2012 году Спитцер признал, что критики его теории оказались правы и отказался от исследования, принеся извинения перед ЛГБТ-сообществом. Он признал неработоспособность репаративной терапии и призвал её сторонников перестать использовать его исследование в качестве доказательства. Обоснование Спитцером того, что на основе исследования нельзя сделать вывод об изменении сексуальной ориентации, включало аргумент, что оценка изменений себя самого является субъективной и открытой для предубеждений. Кроме того, в выборку были набраны только те, кто сообщил об изменении.

### Исследование Шидло и Шрёдера
Другое исследование было проведено в 2001 году докторами Ариэлем Шидло (Ariel Shidlo) и Майклом Шрёдером (Michael Schroeder). Были опрошены участники различных форм конверсионной терапии, включая индивидуальную терапию, когнитивно-поведенческую или поведенческую, психоанализ, аверсивную, религиозную, групповую, гипноз, парную и стационарную терапии. В результате исследования было обнаружено, что 87 % из 202 участников считали свою  терапию неудачной и 13 % считали свою  терапию успешной. При этом 4 % сообщили о некотором уровне изменений и 9 % использовали когнитивные техники для того, чтоб справляться с однополыми влечениями или соблюдать целибат. В среднем число сеансов терапии на одного участника составило 118. Шрёдер утверждает, что многие испытуемые, которым не удалось «переориентироваться», ощущали чувство стыда. Многие из них проходили программы конверсионной терапии в течение многих лет.  Из 26 человек, утверждавших об успешности терапии, только 8 находились в состоянии «гетеросексуального сдвига», то есть казались хорошо приспособленными к гетеросексуальной жизни и удовлетворёнными ей. Из этих восьмерых семеро участвовали в оплаченных или добровольных ролях «экс-гей» консультантов или лидеров групп. В статье New York Times, опубликованной до публикации результатов исследования для профессионалов, было отмечено: «доктор Шредер сказал, что 18 лиц, которые считали, что «успешно»  стали гетеросексуалами, «не вписываются в то, что общественность считает успехом», поскольку «они соблюдали целибат или продолжали бороться с гомосексуальным желанием или поведением».

### Потенциальный риск
Критики репаративной терапии утверждают, что она может быть потенциально опасна, и что даже «более мягкие» виды терапии, такие как секулярная конверсионная терапия в виде консультирования (собеседования), могут быть опасными. Они сравнивают научно неапробированные методики репаративной терапии с другими экспериментальными видами терапии, такими как «терапия восстановленной памяти» (используемая в недоказанных случаях «вреда от сатанинских ритуалов») и «диссоциативное расстройство личности», которые имеют много общего с репаративной терапией (то есть они все являются экспериментальными и пропагандируемыми только со стороны небольшого числа терапевтов и клерикалов). Имеются доказательства, что подобные виды терапии[какие?] причиняют эмоциональное страдание, вносят нестабильность в жизнь человека, а также могут стать причиной самоубийства. Оппоненты также утверждают, что подобные виды терапии используют чувства вины и тревоги, что приводит к дальнейшим психологическим проблемам.
Такие международные научные организации, как Всемирная медицинская ассоциация, Всемирная психиатрическая ассоциация, Общество подросткового здоровья и медицины и Пан-американская организация здравоохранения (являющаяся региональным офисом Всемирной организации здравоохранения), делают вывод о вреде конверсионной терапии для здоровья.
В то время как отсутствуют подробные научные исследования по вопросу долгосрочных последствий конверсионных терапий, в работе Шидло и Шрёдера, описанной выше, обнаружено, что большинство респондентов отмечали неудовлетворительно низкое эмоциональное и умственное состояние после применения терапии, а также что уровни депрессии, беспокойства, злоупотребления алкоголя и наркотиков и мысли о самоубийстве, по грубым подсчётам, вдвое вырастали у тех, кто проходил репаративную терапию.
В публикации в The New England Journal of Medicine отмечалось, что многим прошедшим конверсионную терапию требуется лечение посттравматического стрессового расстройства и пострелигиозной травмы.
Во многих исследованиях сообщалось о негативных последствиях попыток изменения сексуальной ориентации: депрессии, попытках суицида, снижении самооценки и росте ненависти к себе. Некоторые гомосексуалы создавали гетеросексуальные семьи, но их отношения не могли функционировать нормально. Верующие испытали разочарование в вере и Боге. Гомосексуалы, подвергнутые аверсивной терапии, сообщили о снижении сексуального влечения к партнёрам любого пола. Испытуемые также сообщали об укоренении интернализованной гомофобии и стереотипов о сексуальной ориентации. С другой стороны, некоторые участники ПИСО сообщали о положительных последствиях терапии, единстве с другими экс-геями, появлении надежды на изменения. Некоторые получили возможность обсудить свои чувства по поводу их сексуальной ориентации с другими, другие сообщили об улучшении самопринятия и понимания себя. Религиозные ЛГБТ сообщали о росте близости с Богом. Несмотря на это, многие положительные результаты, о которых сообщают участники ПИСО, могут быть достигнуты и с помощью более безопасной гей-аффирмативной терапии, которая направлена на принятие человеком его сексуальной ориентации.
В нескольких исследованиях на различных выборках негетеросексуальных людей, пытавшихся изменить ориентацию, было обнаружено, что негетеросексуалы, совершившие такие попытки, чаще сообщали об одиночестве, наркозависимости, попытках суицида, депрессии и проблемах с психическим здоровьем. Это позволяет как минимум сделать вывод о возможном вреде терапии для тех, кому она не помогла изменить ориентацию. Кросс-секционный дизайн данных исследований ограничивает достоверность выводов о направлении причинно-следственных связей, но, судя по всему, маловероятно, что неблагоприятные психосоциальные факторы предшествовали прохождению терапии, ведь стремление к изменению ориентации обычно связано с внешними, а не внутренними факторами.
По данным исследования из журнала Международного совета по реабилитации жертв пыток, все методы, нацеленные на изменение ориентации, по своей сути являются унизительными и дискриминационными. Они могут представлять особую опасность для детей и подростков. Кроме того, длительная терапия может вызвать хронический стресс, ведущий уже к проблемам в области физического здоровья. Даже в случае изменения поведения нераскрытые гомосексуальные чувства останутся и продолжат вызывать страдания, в случае же полной неудачи чувства вины и неполноценности усугубятся.
По данным обзора исследований от Корнелльского Университета, репаративная терапия может быть связана с депрессией, суицидальностью, тревогой, социальной изоляцией и сниженной способностью к достижению близости.
В своей резолюции Американская психологическая ассоциация выступила против репаративной терапии из-за рисков вреда. АПА приводит данные о том, что попытки изменения сексуальной ориентации усиливают предрассудки и стресс меньшинств, одновременно констатируя, что предрассудки и стресс меньшинств вызывают негативные последствия для психического здоровья меньшинств и другие негативные последствия. АПА также ссылается на данные исследований, согласно которым, прошедшие репаративную терапию лица чаще испытывают суицидальные наклонности (в том числе суицидальное поведение) и депрессию. В исследованиях также было обнаружено, что у таких лиц больше проблем с психическим здоровьем и более низкий уровень удовлетворенности жизнью, социальной поддержки, уровень образования и социально-экономический статус. В других исследованиях отмечались: расстройство сексуальной идентичности (дистресс), диссоциация и эмоциональная бесчувственность, незащищённый анальный секс, злоупотребление психоактивными веществами, дезориентация и спутанность сознания, чувства внутренней разобщённости, чувства раздражения и огорчения из-за потери времени и денег, а также чувства, что они были обмануты специалистами в области психического здоровья.
Особым поводом для тревоги служит отсутствие поддержки со стороны репаративных терапевтов и консультантов для тех пациентов, которые обнаружили, что подобные программы лишь усиливают психологический дискомфорт (см. далее в разделе «Этичность»).

В исследовании ЛГБ из Южной Кореи был сделан вывод, что попытки изменения сексуальной ориентации повышают распространённость суицидальных мыслей и попыток самоубийства в 1,44 и 2,35 раза. Более того, автор исследования пришла к выводу, что репаративная терапия может быть одной из разновидностей стресса меньшинств:
Попытки изменения сексуальной ориентации могут выступать в качестве стрессора для меньшинств, поскольку ЛГБТ подвергаются уникальному стрессу из-за того, как общество, институты и отдельные люди реагируют на их сексуальную ориентацию, что способствует негативным механизмам копинга и негативным последствиям для физического и психического здоровья.

### Этичность
Такие международные научные организации, как Всемирная медицинская ассоциация, Всемирная психиатрическая ассоциация, Общество подросткового здоровья и медицины и Пан-американская организация здравоохранения (являющаяся региональным офисом Всемирной организации здравоохранения), осуждают конверсионную терапию как нарушающую принципы современной медицинской этики. Кроме того, существует ряд потенциальных проблем, обнаруженных в исследовании Шидло и Шрёдера (см. выше). В частности, это следующие четыре проблемы: во-первых, пациентов нельзя заставлять проходить подобную терапию (многие репаративные терапевты и приближённые к ним имеют сильные религиозные взгляды, и давление оказывается на пациентов именно с этих позиций). Во-вторых, терапевт не должен вводить пациента в заблуждение информацией о «вероятности успеха» любых методов терапии («вероятность успеха», декларируемая такими группами как Exodus International и NARTH, не подтверждается результатами работ сторонних исследователей). В-третьих, терапевт должен предлагать альтернативные методы терапии тем, кому проводимые методики не помогают, или направлять их к тем консультантам или терапевтам, которые предложат другую терапию. Очень часто ничего подобного не происходит. И, в-четвёртых, консультант или терапевт должны воздерживаться от неприкрытой критики профессиональных ассоциаций, так как пациент, ввиду своей профессиональной неосведомлённости, не может адекватно и критично оценить подобную информацию.
Были обнаружены этические нарушения во время проведения ПИСО: неадекватное информированное согласие, нарушение конфиденциальности и принуждение к терапии. В ходе аверсивной терапии участникам причиняли боль. В исследовании из журнала Международного совета по реабилитации жертв пыток сообщалось и об экстремальных нарушениях этики при проведении ПИСО: в некоторых странах во время ПИСО применяют избиение, изнасилование, принудительное обнажение, принудительное кормление, изоляцию и заключение, лишение пищи, принудительное лечение, словесные оскорбления, унижение и поражение электрическим током. Экспертная группа заявляет, что «конверсионная терапия представляет собой жестокое, бесчеловечное или унижающее достоинство обращение, когда она проводится насильственно или без согласия человека и может быть приравнена к пытке в зависимости от обстоятельств, а именно тяжести причиненной физической и психической боли и страданий».
Отдельной проблемой становится вопрос информированного согласия на прохождение репаративной терапии. В случае конверсионной терапии информированное согласие требует, чтобы человек был проинформирован о методах, которые будут применяться, а также об отсутствии научных доказательств эффективности и потенциально возможном вреде. Согласие лица должно считаться недействительным, если оно получено без знания этой информации или в результате ложной информации, и его следует считать подозрительным, особенно в случае несовершеннолетних.

### Давление социума
Критики репаративной терапии указывают на научные исследования, демонстрирующие, что давление со стороны социума играет ключевую роль в попытках людей изменить свою ориентацию. Они заявляют, что преследования и нападки, как и давление со стороны семьи, коллег и знакомых, имеющих предрассудки относительно однополой ориентации, могут приводить к высокому уровню эмоционального стресса геев, лесбиянок и бисексуалов. По данным Американской психологической ассоциации, особенно подвержены прохождению репаративной терапии религиозные люди, а также ЛГБТ, испытывающие нехватку поддержки со стороны семьи и окружения. По сообщениям людей, которые пытались изменить свою сексуальную ориентацию, основными причинами этого стали: страх быть отвергнутыми семьёй, Богом или окружающими, вера в греховность своего влечения, страх незнакомого ЛГБТ-сообщества, вера в стереотипы о жизни ЛГБТ-людей.

### Критика применения в отношении подростков
Одним из наиболее противоречивых аспектов репаративной терапии является их концентрированность на подростках-гомосексуалах, включая случаи, когда их насильно заставляют проходить терапию в лагерях «бывших геев». Около половины ЛГБТ, прошедших через репаративную терапию в США, были тогда младше 18 лет. Внимание общественности было привлечено к этому вопросу после случая с Заком (Zach), подростком из штата Теннесси, который опубликовал в Интернете свой блог в знак протеста против его принудительной отправки в подобный лагерь. Этот лагерь, курируемый религиозным приходом организации «Love in Action», был впоследствии закрыт властями штата Теннесси после того, как выяснилось, что персонал лагеря, не имеющий медицинских лицензий, выдавал участникам лагеря лекарства, доступные только по рецепту врача.
На сайте христианской организации под названием «Refuge», выступающей за применение репаративной терапии, в ответе на часто задаваемый вопрос «Имеют ли родители право насильно заставлять проходить детей программу переориентации?» утверждается, что «в данный момент не существует законов, запрещающих родителям-христианам воспитывать детей согласно своей вере».
Джерри Фалуэлл (Jerry Falwell), теле-евангелист из штата Вирджиния и лидер консервативного движения, на 30-й юбилейной «Конференции свободы» христианской организации «Исход» в июле 2005 года в городе Эшвилле в Северной Каролине заявил в своем докладе, упоминая репаративную терапию, что «позволить ребёнку идентифицировать себя как гея — это то же самое, что отпустить его играть на автостраду».
Американская психиатрическая ассоциация в своей резолюции высказала особые опасения по поводу влияния репаративной терапии на благополучие молодёжи. ЛГБТ-молодёжь и без того страдает от проблем в детстве, а репаративная терапия может стать дополнительной детской травмой. Молодые ЛГБТ подвергаются дезинформации и негативной информации о гендере и ориентации, но ещё не умеют с этим справляться. Кроме того, молодые ЛГБТ наиболее беззащитны против принуждения к репаративной терапии.
Авторы доклада Международного совета по реабилитации жертв пыток сообщают, что молодые ЛГБТ, подвергшиеся репаративной терапии, могут столкнуться с психическими расстройствами, понижением самооценки и депрессивными и суицидальными мыслями. Они предполагают, что эти последствия могут вести к уходу из школы, разрушительному поведению и злоупотреблению веществами. Более того, конверсионная терапия способна вызвать задержку личностного и сексуального развития, негативные чувства по отношению к себе, социальную изоляцию. В докладе был сделан вывод, что репаративную терапию, применяемую к детям, можно считать формой жестокого обращения с детьми.

## Трансгендерные и гендерно-неконформные люди
Психиатры заинтересовались гендерно-неконформными людьми в 1970-е годы, когда многие трансгендерные и гендерно-неконформные люди начали обращаться за специализированной медицинской помощью в процессе трансгендерного перехода. Считая, что состояние, которое в то время было известно как «транссексуализм», нежелательно, психиатры разработали ряд программ, направленных на выявление, изучение и лечение детей, которые, как они предполагали, с большой вероятностью могут вырасти транссексуальными. Такой риск авторы программ видели для детей, которые проявляли ярко выраженное гендерно-неконформное поведение. Репаративная терапия сегодня продолжает широко применяться к гендерно-неконформным детям и взрослым. Её сторонники и сегодня оправдывают её необходимостью предотвратить или исправить транссексуальность, а в случае детей — также необходимостью предотвратить гомосексуальность ребёнка или неприятие его сверстниками. Репаративная терапия гендерно-неконформных детей, как правило, основывается на различных методиках изменения поведения, направленных на ограничение гендерного выражения ребёнка.
Данных, которые бы доказывали эффективность репаративной терапии гендерной идентичности, не существует, и этот факт признают даже сторонники таких подходов. С другой стороны, результаты имеющихся исследований показывают, что такая терапия может наносить вред, приводя к подавлению атипичных гендерных переживаний, усилению чувства стыда, нарушению отношений с близкими и попыткам суицида. В целом, как показывают исследования, принуждение человека, особенно ребёнка, следовать гендерным стереотипам негативно влияет на психологическое благополучие, вызывая стресс, замыкание в себе и социальную изоляцию. По мнению многих современных исследователей и врачей-практиков, репаративная терапия гендерной идентичности противоречит врачебной этике, как и сама идея о том, что гендерная неконформность является основанием для лечения.

## Борьба в правовом поле
Критики репаративной терапии отмечают, что она получила широкую популярность среди крупных консервативных религиозных групп, особенно в США, как способ противостояния движению за права сексуальных меньшинств. По мнению американского психолога Джефри Форда, многие из подобных групп воспринимают репаративную терапию как более мягкий способ выразить своё неприятие гомосексуальности. Также он отмечает, что репаративная терапия используется этими группами для влияния на общественное мнение и убеждения представителей законодательных органов в недопустимости «поддержки равных прав, гражданских партнёрств и принятия законов в области преступлений на почве ненависти». АПА в своей резолюции отмечает, что репаративная терапия тесно связана со стигматизацией ЛГБТ. В резолюции АПА также отмечено, что поддержка репаративной терапии со стороны профессионалов ухудшает положение ЛГБТ, оправдывает дискриминацию и делает ЛГБТ более уязвимыми к нарушению прав человека. В странах с наибольшей нетерпимостью к ЛГБТ и наименьшим доступом к достоверным знаниям о сексуальной ориентации репаративные «терапевты» чувствуют себя особенно свободно и увеличивают проблемы ЛГБТ. Более того, усилия американских репаративных терапевтов в зарубежных странах привели к ужесточению местных законов против ЛГБТ.

### Законодательные запреты
В 2015 году девять бывших лидеров экс-гей организаций написали открытое письмо, в котором осудили репаративную терапию и призвали запретить данную практику.
7 декабря 2016 года парламент Мальты единогласно принял закон, запрещающий применение репаративной терапии. За «изменение, подавление и уничтожение сексуальной ориентации или гендерной принадлежности человека» по новому закону предусмотрен штраф или тюремный срок. Мальта стала первой европейской страной, которая ввела подобный запрет. Репаративная терапия чаще применяется в США, чем в Европе.
В США в ряде штатов были введены запреты применения конверсионной терапии в отношении несовершеннолетних. В 2019 году в большинстве штатов США такие запреты отсутствовали. В настоящее время полный запрет конверсионной терапии в отношении несовершеннолетних введён в 20 штатах США и округе Колумбия, а в 6 штатах и 1 территории введён частичный запрет. Эти запреты не затрагивают религиозную практику. В 21 штате и 4 территориях нет никаких подобных законов. В 3 штатах введён судебный запрет на действие принятых законов. Так, в штате Флорида федеральный суд отменил запрет конверсионной терапии, ссылаясь на то, что это противоречит Первой поправке к Конституции США.
Округ Колумбия стал единственной юрисдикцией США, где запрет на конверсионную терапию введён также в отношении взрослых: это касается лиц с ограниченными возможностями. В 2017 году Нью-Йорк запретил конверсионную терапию вне зависимости от возраста, но это привело к судебному иску консервативной религиозной группы Альянс в защиту свободы. Опасаясь того, что оспаривание закона может дойти до Верховного суда США и быть выиграно, законодатели отменили закон и приняли запрет с возрастными ограничениями, поскольку права человека в США включают принцип самоопределения и это защищено Первой поправкой к Конституции США.
7 мая 2020 года парламентом Германии был принят закон, запрещающий применять к несовершеннолетним репаративную терапию. Тем, кто нарушает закон, грозит до года тюрьмы или штраф в размере 30 000 евро. Немецкий министр здравоохранения Йенс Шпан заявил, что закон нужен, в частности, для того, чтобы пострадавшие имели четкие основания для защиты своих прав в суде. По его словам, большинство людей, которые проходят через репаративную терапию — это молодые люди, которых пройти «лечение» заставляют другие. По сообщениям СМИ, на тот момент Германия стала пятой страной, которая ввела такой запрет после Мальты, Эквадора, Бразилии и Тайваня.
В 2022 году вслед за Мальтой и Германией в Европе приняли запреты конверсионной терапии на уровне государства Франция (полный запрет) и Греция (запрет в отношении несовершеннолетних). В Испании ограничения вводят многие регионы.
В Канаде терапия полностью запрещена и запрещено вывозить детей за границу для лечения.
По состоянию на ноябрь 2020 года, разные типы законодательств, направленные на запрет конверсионной терапии, приняты в 15 странах мира, из которых 6 находятся в Америке, 4 — в Европе, 1 — в Азии и 4 — в Океании.

## Мнение российских специалистов
С 1 января 1999 года, через 6 лет после декриминализации гомосексуальности, официальная российская психиатрия перешла на международную классификацию болезней МКБ-10, принятую Всемирной организацией здравоохранения, которая не расценивает гомосексуальность как психическое отклонение. Некоторые российские специалисты рассматривают попытки «излечения» гомосексуальности с помощью репаративной или иной терапии как несостоятельные и научно необоснованные.
Т. Б. Дмитриева, директор Центра социальной и судебной психиатрии имени В. П. Сербского, академик РАМН, доктор медицинских наук, профессор, в работе «Руководство по судебной психиатрии» (2004) пишет:
Потенциальная опасность так называемой «восстановительной терапии» велика — возможны осложнения в виде депрессии, беспокойства и саморазрушительного поведения […] Современная официальная российская психиатрия выступает против любого психиатрического лечения, как «конверсионной», так и «восстановительной» терапии, основанного на предпосылке, что гомосексуальность сама по себе является психической болезнью, или на предпосылке что пациент должен желать изменить свою сексуальную ориентацию. Что же касается практики, то не известно ни одного случая, чтобы психиатрическое или медикаментозное лечение в этой области имело положительный результат. Сексуальные, чувственные, эмоциональные переживания человека искусственно неизменяемы.
И. С. Кон, популярный российский сексолог, утверждает:
В отличие от большинства американских психиатров, лично я не считаю все сообщения NARTH [насчет избавления от гомосексуальности] обманом. Рассогласованность эмоционально-романтических (гомосоциальность) и сексуально-эротических (гомосексуальность) чувств и привязанностей встречается у мужчин очень часто, и подгонка одного под другое нередко порождает недоразумения […] Методика Николоси похожа не столько на научно обоснованную психотерапию, сколько на религиозное обращение, которое может быть в некоторых случаях очень эффективным, но с наукой ничего общего не имеет.
М. М. Бейлькин, российский врач-сексолог с многолетним стажем, кандидат медицинских наук, в книге «Гордиев узел сексологии. Полемические заметки об однополом влечении», анализирующей обращения 230 транс- и гомосексуальных пациентов в «Центре сексуального здоровья» за 40 лет его работы, пишет:
…бытующее мнение о том, что лечение геев обязательно сводится к конверсии, то есть к смене их половой ориентации на гетеросексуальную, ошибочно. Вопреки требованию пациента сделать его «нормальным», его сексуальная «переориентация» часто нецелесообразна и недостижима […] Бывает, однако, что пациент, требуя от сексолога, чтобы тот сделал его «натуралом» (то есть мужчиной, обладающим гетеросексуальным влечением), на самом деле хочет чего-то совсем иного […] Следует заметить, что смена типа влечения привлекает гомосексуальных пациентов не столь уж часто (на этом настаивали 13,9 % пациентов). Не усердствует в этом и сексолог: предупреждая возможные подозрения в том, что коррекция гомосексуальности — это обязательное навязывание пациенту конверсии его гомосексуального влечения на гетеросексуальное, заметим, что на самом деле всё обстоит иначе. Давление в этом плане чаще оказывает не врач, а напротив, пациент.